# Peter K. Wehrli

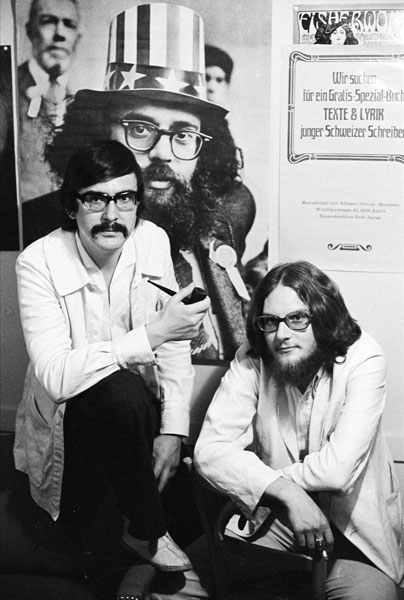
Peter K. Wehrli und Theo Ruff suchen im Jahr 1971 nach Schweizer Autoren für das Gratisbuch. Der Fotograf Eric Bachmann hat sie zu dieser Zeit in Zürich fotografiert und begleitete sie während der Verteilung.

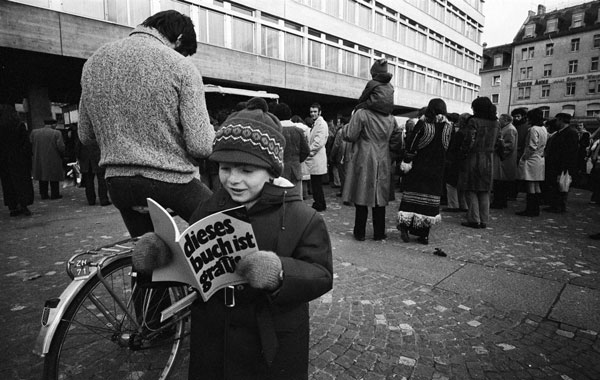
Gratisbuch: Bei einer Autorenlesung aus der Ladefläche eines LKW am Zürcher Helvetiaplatz im November 1971.

Peter K. Wehrli (* 30. Juli 1939 in Zürich) ist ein Schweizer Schriftsteller und Filmemacher.

## Leben

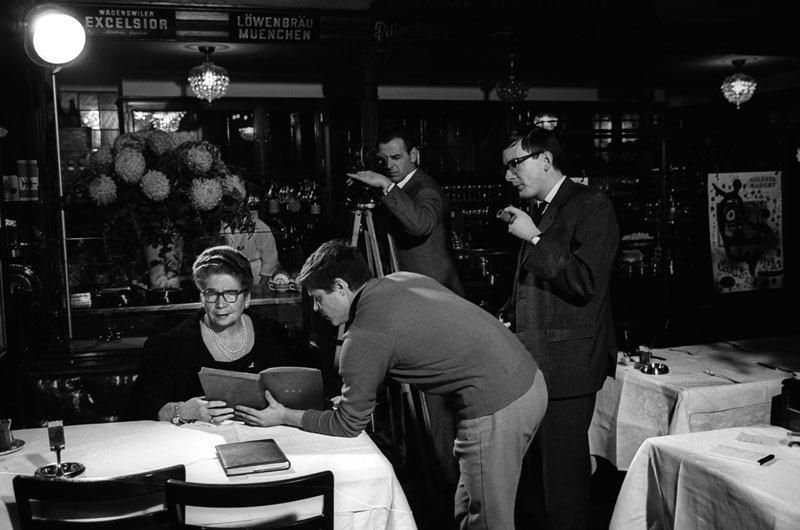
Wehrli mit Hulda Zumsteg beim Drehen in der Kronenhalle im Oktober 1966.

Peter K. Wehrli – auch PKW genannt – wuchs als Sohn des Schriftstellers Paul Wehrli in Zürich auf. Er studierte Kunstgeschichte und Germanistik in Zürich und Paris. Er arbeitete bis 1999 als Redaktor beim Schweizer Fernsehen. Er war Mitglied der Gruppe Olten; seit 2003 gehört er dem Verein Autorinnen und Autoren der Schweiz an.
Der Autor machte bereits 1971 von sich reden, als er zusammen mit dem Zürcher Kulturschaffenden Theo Ruff das so genannte Gratisbuch schuf: Eine Anthologie mit Texten von rund 60 Schweizer Autorinnen und Autoren. Darunter fanden sich Beiträge von Peter Bichsel, Erika Burkart, Max Frisch, Ludwig Hohl, Hugo Loetscher, Kurt Marti, Adolf Muschg oder Getrud Wilker. Es erschien in einer Auflage von 40 000 Exemplaren. Finanziert hatte es der Mitherausgeber Theo Ruff aus eigenen Mitteln. Die Aktion fand in den Medien ein grosses Echo.
Erlebnisse auf seinen ausgedehnten Reisen hält er vorwiegend in Form von Kurzprosa fest. Seit rund 40 Jahren feilt er an seinem Hauptwerk, dem Katalog von Allem, in dem er einzelne Beobachtungen, nummeriert und mit einem Stichwort versehen, meist in einem Satz möglichst präzis zu beschreiben sucht. Ab 1975 ist dieses Werk in Einzellieferungen mit einem Ringordner erschienen, 1999 in einer ersten umfassenden Buchausgabe; die neuste Bearbeitung wurde 2008 im Zürcher Ammann Verlag publiziert. Viele seiner Texte sind überdies in Zeitschriften und Anthologien erschienen.
Der Fotograf Eric Bachmann begleitet Peter K. Wehrli bei Reportagen in die USA im Jahr 1970, darunter eine Reportage über Cape Kennedy. Ebenso begleitet er Wehrli nach Malta, Valletta, für eine Reportage. Weitere Orte, die sie gemeinsam besuchten, sind Albanien im Jahr 1967, darunter Berat, Durazzo, Skutari und Tirana, sowie Jugoslawien in den Jahren 1967 und 1975, mit Stationen in Mostar, Plitvic, Dubrovnik und Zagreb.
Bachmann ist auch bei Interviews im Auftrag des Schweizer Fernsehens dabei, als Peter K. Wehrli als Kulturredakteur tätig war. Ein Beispiel hierfür ist das Interview mit Hulda Zumstag in der Kronenhalle am 23. Oktober 1966. Ebenso ist er bei Patti Smith im Hotel Engematthof vor ihrem Konzert in der Roten Fabrik am 12. Oktober 1976 anwesend und erstellt in beiden Fällen Bilder für die Ankündigung im Fernsehprogramm.

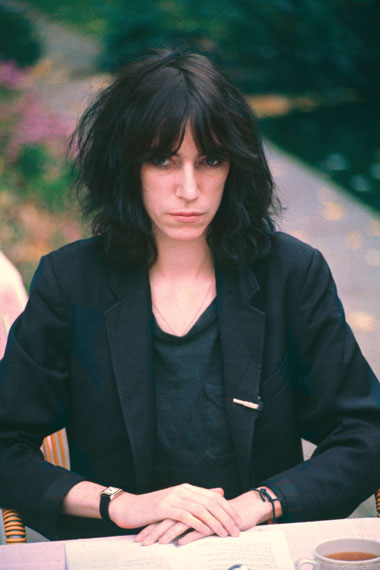
Oktober 1976: Patti Smith wird im Innenhof des Hotels Engematthof vom Journalisten Peter K. Wehrli für das Schweizer Fernsehen interviewt, fotografiert von Eric Bachmann.

## Auszeichnungen
- 2000: Schillerpreis der Zürcher Kantonalbank

## Werke

### Prosa
- Ankünfte. Regenbogen, Zürich 1969.
- Albanien-Reise ins europäische China. Regenbogen, Zürich 1971.
- Donnerwetter, das bin ja ich! Staub, Egg 1973.
- Catalogue of the 134 Most Important Observations During a Long Railway Journey. Translated by Roger Frood. Los Amigos del Libro, La Paz - Cochabamba 1974.
- Katalog von Allem. In Einzellieferungen mit Ringordner. Zürich 1975ff
- * Buchausgabe: Katalog von Allem. 1111 Nummern aus 31 Jahren. Knaus, München 1999.
- * * erweiterte Neuausgabe: Katalog von allem. Vom Anfang bis zum Neubeginn. Ammann (Meridiane 126), Zürich 2008, ISBN 978-3-250-60126-5.
- Katalog der 134 wichtigsten Beobachtungen während einer langen Eisenbahnfahrt. Regenbogen, Zürich 1978.
- Zelluloid-Paradies. Beobachtungen auf dem Markt der Mythen. Edition Howeg, Hinwil 1978.
- Tingeltangel. Classen, Zürich 1982.
- Alles von Allem. Das Buch zur Performance. Arche, Zürich 1986.
- Eigentlich Xurumbambo. Ein Grundbuch. Orte, Zürich 1992, ISBN 3-85830-060-8.
- Bruno Weber – der Architekt seiner Träume (Bildband). Benteli, Wabern 2002, ISBN 3-7165-1263-X.
- 365 Nummern aus dem „Katalog von Allem“. Mit Peter K. Wehrli durch das Jahr 2005. (370 Blätter als Tischabreisskalender). Limmat, Zürich 2004.
- Der neue brasilianische Katalog. 148 Nummern aus dem «Katalog von Allem». (dt. und portugies.) Stähli, Zürich 2006, ISBN 3-906135-51-9.
- Kapverdischer Dezember (= Phoebus Reihe. Nr. 21). Scaneg Verlag, München 2014.
- Catalog of Everything and Other Stories. Englisch. Herausgegeben von Jeroen Dewulf. University of California, Berkeley, Departement of German, 2014.
- Für Jota. Zum Achzigsten! / Para Jota. Aos Oitenta! Der Holzschneider und Cordelista J. Borges. Deutsch und portugiesisch. Stahli.Recife.Editora, 2015.
- O Quadrado es os 5 temas. («Das Quadrat und seine 5 Themen.») Portugiesisch. Ciedima Central Impressora e Editora de Maputo, Moçambique, 2017.

### Theater-Aufführungen
- Charivari. UA: Zürich 1984.

### Fernsehbeiträge
- Wenn die Steine reden könnten. DRS, Zürich 1975.
- Staatenlos im Nirgendwo. Der Dichter Walter Mehring. DRS, Zürich 1979.
- Dada lebt nicht nur, Dada blüht! Der Dadaist Marcel Janco. DRS, Zürich 1983.
- Die Welt heisst Brasilien. Auf den Spuren von Blaise Cendrars. DRS, Zürich 1985.
- Beruf: Schriftsteller. Max Frisch, Otto F. Walter. DRS, Zürich 1986.
- Zeichen von Allem. Die Bilderwelt Brasiliens. DRS, Zürich 1995.
- In Allem ist Alles. Kurt Guggenheims Zürich. DRS, Zürich 1996.
- Fest für Ernesto. Der Bildhauer Bernhard Luginbühl. DRS, Zürich 1997.
- Ich muss unsichtbar werden. Robert Rauschenberg. DRS, Zürich 1998.
- Wenn es die Literatur nicht gäbe... Stichwörter zu Max Frisch. DRS, Zürich 1998.
- Ein Leben lang am Leben geblieben. Der Autor Hugo Loetscher. DRS, Zürich 1999.
- Wenn es keine Geschichten mehr gäbe... Stichwörter zu Peter Bichsel. DRS, Zürich 2001.
- Reisen ohne wegzugehen. Der Verleger Egon Ammann. DRS, Zürich 2002.
- ...die wirklichere Wirklichkeit. Der Künstler Franz Gertsch. DRS, Zürich 2002.
- Es bewegt sich alles. Begegnung mit Jean Tinguely. DRS, Zürich 2003.
- «Donnerwetter, das bin ja ich!» Peter K. Wehrlis Vorbereitungen zu einem Selbstporträt. SF, Zürich 2010.